# Sutton (Essex)
Pour les articles homonymes, voir Sutton.
Sutton est un village et une paroisse civile de l'Essex, en Angleterre.